# Melanie Kleinová
Melanie Kleinová rozená Reizes (30. března 1882, Vídeň – 22. září 1960, Londýn) byla rakousko-uhersko-britská autorka odborné literatury z oblasti psychoanalýzy a psychoanalytička specializovaná na dětskou psychoanalýzu. Byla významnou osobou ve vývoji teorie objektních vztahů.

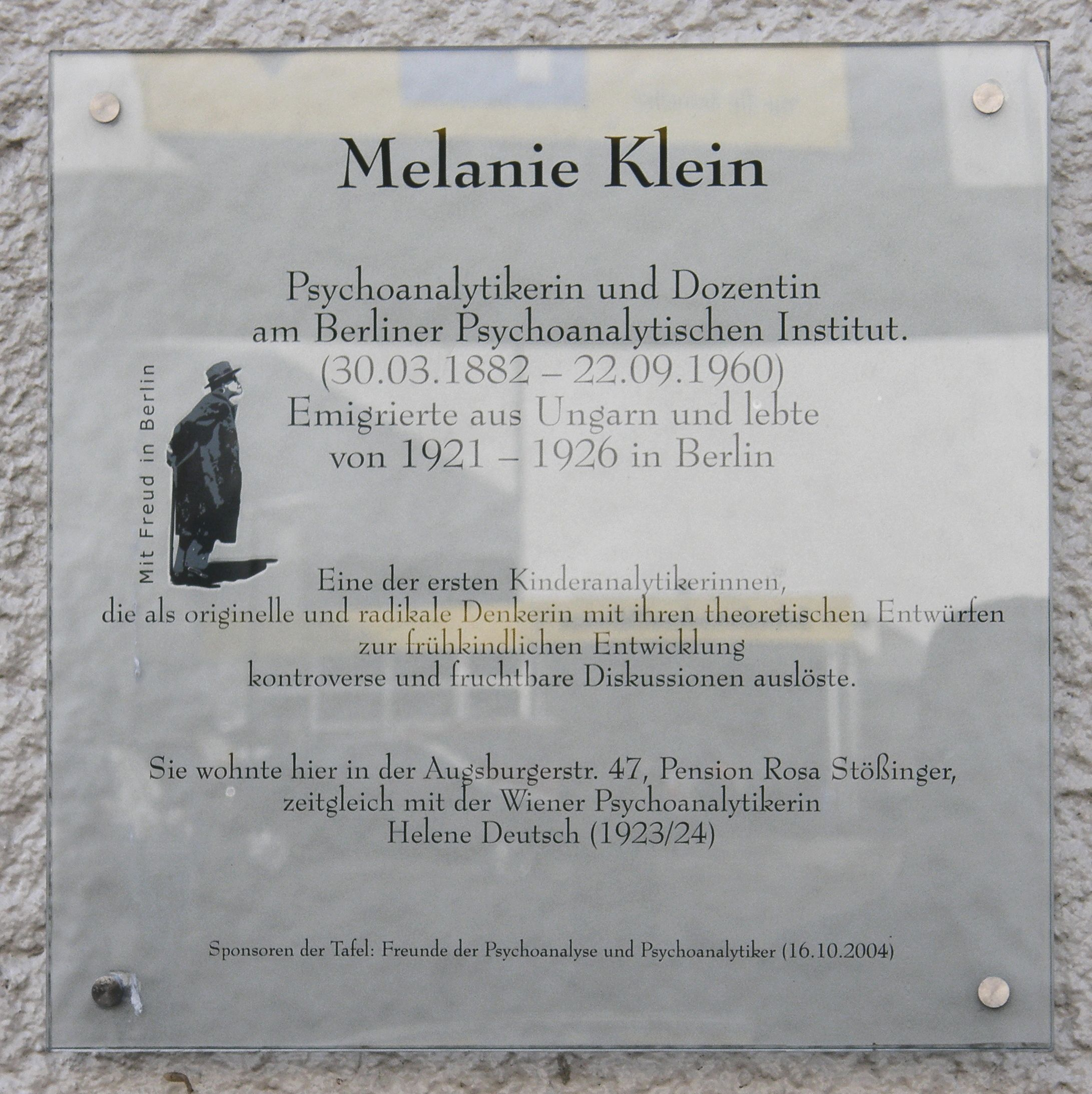
Pamětní deska Melanie Kleinové

## Život
Narodila se v židovské rodině ve Vídni jako čtvrté dítě ze čtyř sourozenců. Jejími rodiči byli doktor Moriz Reizes a Libussa Reizes. Vystudovala gymnázium. Když jí bylo 21 let, vdala se za průmyslového chemika Arthura Kleina a brzy se jim narodila dcera Melitta. Následovala další dvě těhotenství, při nichž Kleinová trpěla depresemi, které společně s nešťastným manželstvím vedly k vyhledání léčby. Krátce poté, co se rodina přestěhovala v roce 1910 do Budapešti, Kleinová začala chodit na terapie k psychoanalytikovi Sándoru Ferenczovi. Během těchto sezení vznikl její zájem o psychoanalýzu. S Ferenczovou podporou Kleinová začala studovat sledováním vlastních dětí. Do této doby existovala jen minimální dokumentace k tématu dětské psychoanalýzy. Kleinová vyvinula herní techniku, podobnou volné asociaci v psychoanalýze u dospělých. Svou technikou se snažila interpretovat význam nevědomí skrývajícího se za dětskou hrou a dětskou interakcí (sociální interakcí). Během roku 1921, po rozpadu manželství, se Kleinová přestěhovala do Berlína, kde vstoupila do Berlínské psychoanalytické společnosti, kterou zaštiťoval vlivný německý psychoanalytik Karl Abraham. Ačkoli Abraham podporoval její pionýrskou práci s dětmi, ani Kleinová ani její ideje se v Berlíně nedočkaly mnoha podpory. Jako rozvedená žena s nedostatečným vzděláním byla narušitelkou v profesi, které dominovali muži. Její teorie o lidském vývoji a obranných mechanismech byly zdrojem kontroverzí, protože byly v konfliktu s Freudovými teoriemi o vývoji, což vyústilo velkou diskuzí ve světě vývojové psychologie. Ve stejnou dobu jako Kleinová prezentovala své nápady i Anna Freudová. V debatách mezi zastánci obou žen se staly neoficiálními rivalkami. Během těchto tzv. „kontroverzních diskuzí“ se Britská psychoanalytická společnost rozdělila do tří oddělených výukových sekcí – podle Kleinové, podle Freudové a sekce nezávislé. Tyto debaty nakonec ustaly dohodou na dvojím přístupu ve výuce v oblasti dětské analýzy.
Zatímco Freud viděl těžiště psychopatologie v oidipovském období a kladl důraz na postavu otce (její reprezentaci v mysli dítěte, "otcovské imago") a na rozdíl mezi pohlavími a generacemi, vyjádřený metaforou o kastračním komplexu a oidipovském komplexu (malá děvčata dojdou k závěru, že o penis přišla, zatímco malí chlapci se strachují, aby o něj nepřišli, a to v důsledku nedovolených-zapovězených sexuálních manipulací ve službách oidipovských přání – chlapeček touží po matce a holčička po otci, tzv. pozitivní oidipovská konstelace, může být i naopak, negativní oidipovská konstelace), Kleinová kladla důraz na preoidipovské období a na vztah s matkou.
Dítě přichází na svět vybaveno sexuálním (v širokém smyslu slova) a destruktivním pudem a na počátku dětského vývoje se vytvoří rozštěpený obraz dobré, uspokojující matky (dobrý prs, poskytující mléko, tedy redukující napětí vyplývající z pudových potřeb), a matky zlé či špatné (zlý či špatný prs, tak dítě vnímá matku v obdobích neuspokojení a rostoucího pudového napětí, narůstajících nelibých afektů, které není schopno samo zvládnout). Do obrazu zlé (špatné) matky/prsu projektuje dítě své nelibé, nenávistné a ničivé prožitky, které je samo zahlcují, a považuje zlou (špatnou) matku za zdroj všeho utrpení, nepřátelský pronásledující objekt. Jejich odlišně položené těžiště lze spatřovat v tom, že Freuda k vlastní analýze (sebeanalýze, kolem 1893–1896, viz korespondence s W. Fliessem) vedla smrt otce Jákoba v jeho 40 letech, o Freudově matce víme z jeho textů pramálo (spíše ze vzpomínek jeho dětí, jež ji líčí jako despotickou, rozmarnou, vyžadující a silnou ženu), zatímco Melanii Kleinovou přivedla k analýze jednak četba Výkladu snů (nepředpokládáme, že po ní sáhla náhodou) a potom vlastní deprese, nasedající na úmrtí její matky (matku Libussu obdivovala pro její pokrokovost, náležela k asimilovanému židovskému proudu; otce Moritze brala poněkud jako zpátečníka, téměř sionistu a životního ztroskotance, jakkoli oceňovala jeho vzdělání, kupř. pokročilou znalost hebrejštiny).
Zatímco Freud a ego psychologie, již zastupovala mj. Anna Freudová a další (H. Hartmann, Margaret S. Mahler, E. Kris) viděli těžiště v intrapsychické organizaci zvládání pudového života a psychologii jednoho člověka, Melanie Kleinová viděla pudy vždy vztažené k druhému člověku, nejprve matce (i když jí příslušník britské školy objektních vztahů John Bowlby vytýkal, že nerespektuje způsoby, jimiž matky zachází se svými dětmi, a že nadměrně zdůrazňuje hlavně jejich vnitřní pudovou konstelaci; Bowlby proslul polemickou výtkou na adresu Melanie Kleinové: "něco jako špatná matka existuje").
Jakkoli se od Freuda lišila v pohledu na význam otce a oidipského období, považovala se vždy za věrnou psychoanalytičku. A to navzdory tomu, že se dostávala do častých a nikoli nevýznamných konfliktů s Freudovou dcerou Annou (Antigonou, jak ji nazval později kleiniánský analytik Brritton); tyto spory naštěstí nedokázaly rozvrátit britskou psychoanalytickou společnost (kontroverzní debaty na půdě Britské psychoanalytické společnosti probíhaly ve 40. letech a výsledkem bylo uzavření modu vivendi mezi oběma dámami a jejich přívrženci a žáky). S pozdním Freudem byla zajedno v dichotomii dvou pudů, pudu života a pusu smrti (Eros a Thanatos), kdy právě pud života vztahuje k představě dobrého prsu a pud smrti k představě prsu špatného (zlého).
A jakkoli se lišila od Anny Freudové, obě se věnovaly především analýze dětí a rozvinuly herní techniku, významnou právě v dětské analýze. (Přitom podotkněme, že Anna Freudová neměla vlastní děti, nicméně pečovala o děti své přítelkyně Dorothy Burlinghamové a vedla mj. válečné jesle v Hampsteadu pro děti evakuované z bombardovaných měst. Melanie Kleinová měla několik dětí, jež v časném věku analyzovala, a s dcerou Melittou měla velmi kontroverzní vztah; Melitta jí jezdila dělat scény na přednášky a veřejná vystoupení v rámci společnosti, jakákoli možnost usmíření padla po smrti Hanse, prostředního sourozence Melitty, ve Vysokých Tatrách, když ji Melitta obvinila nepřímo z Hansovy sebevraždy).
V Berlíně se Melanie Kleinová seznámila s manželi Stracheyovými. Její postavení v Bln byla nezáviděníhodná (neměla akademické vzdělání, zabývala se psychoanalýzou dětí, navíc poznamenanou v té době čerstvou vraždou první dětské analytičky Hugh-Hellmuthové, již zabil její před několika lety analyzovaný synovec, nikoli v přímé časové koincidenci s analýzou), měla spory s Freudovou dcerou, Ernst Jones ji na doporučení Alix Stracheyové pozval do Londýna (Ernst Jones se neúspěšně pokoušel o ruku Anny Freud, skvělá půda pro domněnky, A. F. mu odpověděla, že si přes ni chce vzít jejího otce). Ve Velké Británii setrvala do své smrti v roce 1960, analyzovala mj. Biona a celou řadu dalších analytiků.

## Charakteristika díla a přínos psychoanalýze

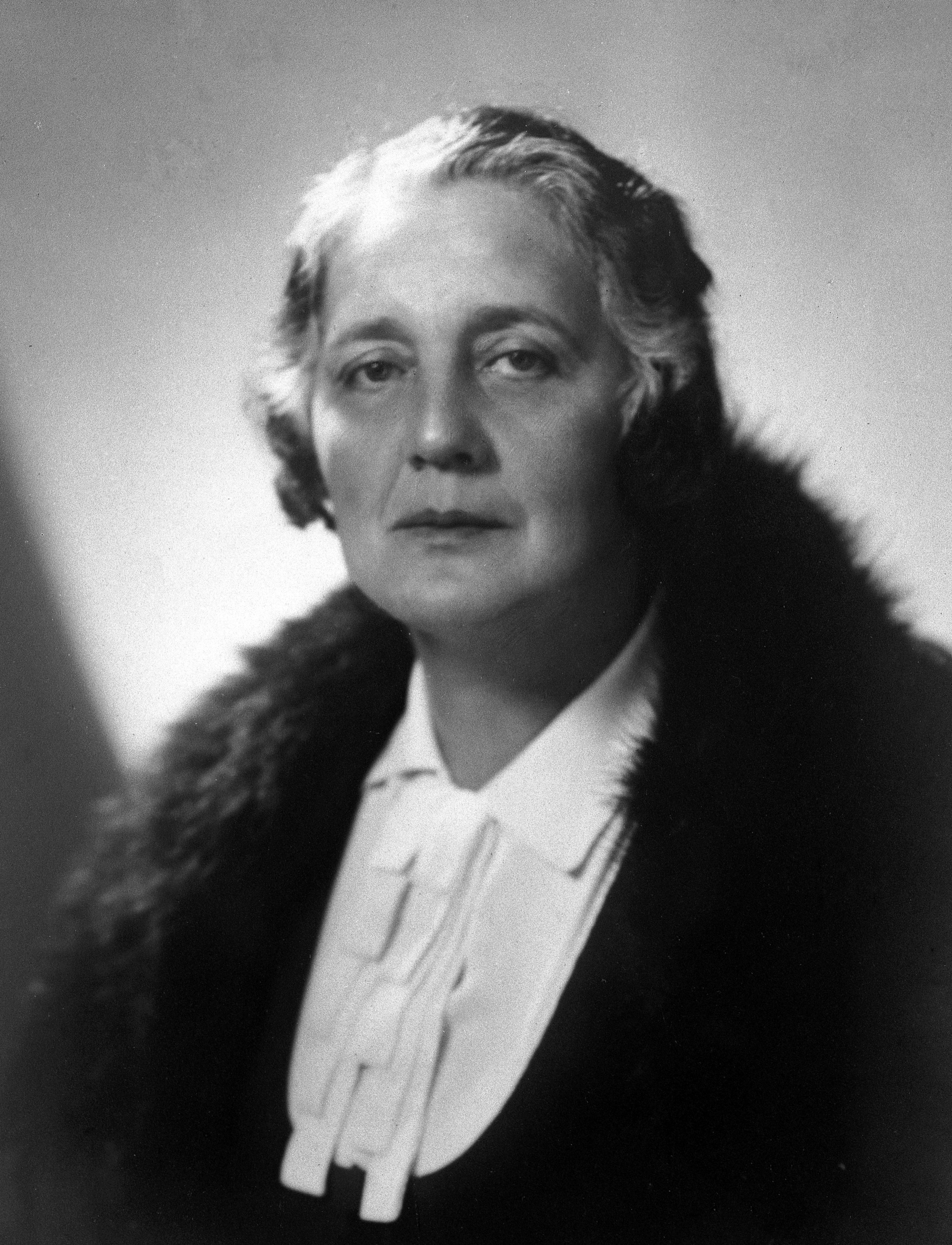
Melanie Kleinová (kolem r. 1927)

Rozhodně přispěla a podnítila výzkum a léčení (ale hlavně odvahu k tomu) toho, čemu poměrně nehezky říkáme těžší patologie (psychózy a hraniční stavy), a také léčení dětí. Pohled na její učení zřejmě záleží na míře identifikace s Thanatem, pudem smrti, a kleiniánstvím, jsou naši psychoanalytici, kteří na něj věří a jejich pohled na podstatu člověka je temný, jiní na ně věří, ale jejich víra ve schopnost reparace je velká a dokážou udržet představu o tom, že láskyplná, libidinosní hnutí a postupující kognitivní vývoj umožní rozvoj depresivní posice, jiní na ně, na její učení, nevěří vůbec. Na okraj řekněme, že B. Dosužkov se rád prohlašoval za kleiniána.
Založila školu, z níž připomeneme hlavně Biona včetně jeho rozvinutí koncepce container/contained/containement v rámci projektivní identifikace a jeho učení o skupinové dynamice (pracovní skupiny vs skupiny základních předpokladů) a amerického analytika Ogdena s jeho učením o snění a spánku ("nedosněné sny, jež je třeba pacienta naučit nechat je dosnít") a jeho teorii schizofrenního konfliktu (ne závist a útok na zlý prs jako v její teorii, ale útok na cokoli, co vede ke spojení s jakýmkoli prsem, dobrým i špatným, tj. nakonec na emotivitu a myšlení).
Po Freudovi může být považována za nejdůležitější postavu psychoanalýzy[zdroj⁠?!], rozhodně za zakladatelku jednoho ze 4 hlavních proudů v dnešní analýze (vedle ego psychologie navazující na S. Freuda a Annu Freudovou, britskou školu objektních vztahů spojenou se jmény Bowlby, Winnicott, Guntrip a Fairbairn či self psychologii, representovanou jménem H. Kohuta, který se sám ovšem považoval za věrného žáka Freudové a ortodoxního freudiána).
Pocházela z uherské části Rakouska-Uherska, ze židovské rodiny, a k psychoanalýze ji přivedly poměrně závažné duševní potíže – deprese (v souvislosti, alespoň časové, s úmrtím matky a porodem prvních dvou dětí).

### Paranoidně schizoidní a depresivní pozice
Zatímco pro Freuda byl objekt pudu poměrně nepodstatnou složkou (cílem bylo a je podle freudiánu vybití pudové energie a redukce pudové tenze), je v pojetí Klein složkou zásadní: dobrý objekt zaplavuje dítě láskou a slastnými prožitky, k němuž cítí Ego nemluvněte ochranitelské pocity, zatímco špatný objekt ho vystavuje nepříjemným a nezáviděníhodným prožitkům, které probouzejí ničivost a agresi, kterou navíc dítě prožívá díky projekci jako jevy vycházející nikoli z jeho podstaty, ale ze špatného objektu - kam je umístilo cestou externalizace (projekce). Nemluvně potřebuje udržet oba objekty odštěpené proto, aby udrželo dobrý objekt, který ho zaplavuje slastí a který je chráněn, a špatný objekt, který díky projekci vidí jako zdroj svých nelibých prožitků a jejž ve své mysli, nerozlišujíc představu a skutečnost, myšlenku a čin, ničí doopravdy, skutečně a na vždy (ovšem pro tu chvíli). "Self je rovněž štěpeno a špatné Self je drženo co nejdál od dobrého Self. Není-li dobrý objekt přítomen, neexistuje na něj vzpomínka. Destruktivní impulsy jsou projikovány na objekt, mateřský prs, který je prožíván jako pronásledující a zlý a tvoří prototyp nepřátelského objektního vztahu... Ztráta dobrého objektu je prožita jako přítomnost zlého objektu, přítomnost idealizovaného objektu se změní v přítomnost objektu pronásledujícího."
Jak dítě může alespoň zčásti odlišit představu a skutečnost a více věřit tomu, že jeho láskyplná hnutí opraví poškozený a poničený prs, zmírní se úzkosti z předchozího období, začne vnímat objekt (matku, prs) jako jednolitý objekt, někdy dobrý, někdy špatný, ovšem: proti persekuční úzkosti předchozího stadia, od níž se dítěti uleví, se objeví vina, smutek a úzkost depresivní, totiž strach z toho, že vlastní agrese spuštěná neuspokojením (dříve projikovaná) poškodí objekt natolik, že vlastní láskyplná, reparativní síla nedokáže poškozovaný objekt opravit.
S určitou básnickou licencí lze říci, že nemluvně potřebuje uvěřit, že jeho destruktivní, agresivní síly, ať spouštěné z vlastních zdrojů (pud smrti, Thanatos) nebo reaktivně, z nerespektování potřeb dítěte, jsou opravitelné jeho láskyplnými hnutími, jež dříve patřily jen dobrému objektu. Any tedy dítě mohlo projít zdárně depresivní posicí, musí uvěřit v sílu libidinosních, láskyplných, reparativních hnutí. "Hlavní zájem se přesune z přežití sebe sama na starost o objekt,na němž se cítí individuum závislé."
Depresivní pozice dítě uvrhuje do velké závislosti na objektu, je nezaměnitelný a důležitý, protože je spojitý a protože k němu cítíme ambivalenci – může ji popřít tím, že začne považovat všechny objekty za zaměnitelné, manická obrana.

### Závist
Zatímco destruktivní pocity jsou na počátku vývoje orientovány proti špatnému objektu (zlé či špatné matce, špatnému či zlému prsu), a jsou zvládnuty projekcí - prs (objekt) se stane persekučním prsem (objektem) a představou ničivého útoku na něj, existuje v myslí dítěte pocit závisti, který je směřován vůči dobrému prsu (tedy dítě není chráněno před ztrátou dobrého objektu splittingem a projekcí). Je podněcován představou o tom, že prs sice poskytuje mléko, ale pomalu, neochotně, a navíc, nechává si lepší mléko pro sebe. Je tedy potřeba ho poničit a mléko otrávit. (Tu se ovšem mléko změní v otrávené a prs ve špatný). Melanie Kleinová ho používá k vysvětlení negativní terapeutické reakce, kdy je třeba zničit veškerou práci analytika analyzanda (viz heslo) a odvozuje ho z vrozeně silného agresivního pudu, který ani splitting a projekce, případně projektivní identifikace nedokáže zvládnout. (Závist je původně u Freuda odvozována z kastračního komplexu u dívek a negativní terapeutické reakce z pocitů viny.)

## Projektivní identifikace: vývojová a obranná funkce
Zatímco Anna Freudová popsala zralé obranné mechanismy, obranné mechanismy vyššího řádu, na základě rozvíjení práce svého otce o strukturálním a topografickém modelu (vytvořila svůj inventář obranných mechanismů v knize Já a mechanismy obrany (1936), kde rozvinula učení svého otce o intrapsychickém konfliktu mezi[kdo?] Id a Ego), Melanie Kleinová se věnovala popisu tzv. primitivních obranných mechanismů (projektivní identifikace, splitting, manická obrana).
Právě projektivní identifikace je konceptem, který umožňuje porozumět jednak komunikaci mezi nemluvnětem a mateřským objektem, jednak dění mezi pacientem a analytikem u pacientů s těžší psychopatologií (nebo u těch, kteří se dostali v klasické analýze natolik daleko, aby se propracovali k hlubším a primitivněji organisovaným strukturám).
Jedná se o děj, kdy vysílatel (sdělovatel) má určitou intrapsychickou zkušenost, část svého Self, s níž si neví rady, a dostatečně zdatnou, obratnou a účinnou strategií vyvolá tento prožitek v příjemci (recipientovi, container) projektivní identifikace. Ovšem cílem vývoje, jak v terapii, tak během časného vývoje, je identifikace s recipientem, jeho organizující funkcí (pokud bychom se posunuli v čase a opřeli se o Biona, žáka M.K., o tzv. alfa funkci).
Strategie je spojena (1) s nadějí, že recipient (container) dokáže pro vysilatele nezpracovatelnou zkušenost přijmout, uspořádat a zpracovat – zpracovanou mu ji předat, ale také se strachem, že obsah nedokáže recipient zpracovat, a tedy se strachem z recipienta, který pak odštěpenou část intrapsychické zkušenosti, Self representuje (Freud: vytěsnění v rámci topografického a strukturálního modelu, Klein: odštěpení, štěpení a projekce) (2) s potřebou nedovolit recipientovi vzdálit se a držet ho pod kontrolou, a to proto, že projikovaná intrapsychická zkušenost 
část Self je hodnocena jako důležitá, nelze o ni přijít: během terapie/vývoje je zapotřebí dojít k identifikaci s funkcemi containujícího/recipienta (matky/terapeuta).
Stadium depresivní, a oidipské stadium, jsou v něčem společné (i když je lokalizuje do prvního roku života, zatímco Freud je vidí jako významné ve 3. až 5. roce), určitě tím, že je člověk – malý člověk – schopen unést ambivalenci, že má kapacitu snést protichůdná, závratně láskyplná a hrůzně ničivá hnutí vůči objektu a ještě věřit, že dokáže/že má smysl, když se snaží opravit domnělá poškození objektu: nelze než konstatovat, že depresivní pozice předpokládá, a oidipská konstelace podněcuje kognitivní a emoční vývoj.